# Rönnskärs båk

Rönnskärs båk, finska Pihlajasaari, är en båk i Malax kommun i Österbotten.
På platsen grundades en lotsstation 1752 (position 63º4′N, 20º49′Ö). År 1784 byggdes känningsbåken på Fäliskäret i Rönnskärs skärgård. Den är troligen det äldsta större sjömärket längs den finska bottenvikskusten. Övriga båkar och större sjömärken har bränts ner eller på annat sätt förstörts av fienden under ofärdstider. Båken byggdes av köpmännen i Vasa. En av dem var Abraham Falander som senare tillsammans med Anders Johan Bergvald adlades av Gustav IV Adolf med namnet Wasastjerna. Under Krimkriget år 1854 hade Rönnskär påhälsning av engelsmännen varvid mindre skadegörelse åstadkoms på båken och andra byggnader. 
Den första kända lotsen var Mårten Urwäder från Bergö, han skrev kontrakt med staden år 1794. När lotsverket år 1912 förryskades tog alla lotsar på Rönnskär avsked från sina tjänster. Stationen bemannades med ryska lotsar, en del av dem från Kaspiska havet. De lagtrogna lotsarna beskylldes av ortsbor för spioneri för tyskarnas räkning och tvingades slutligen fly till Sverige. Lotsarna fick arbeta på ett sågverk i Norrbyskär tills de i maj år 1917 återkom till hemlandet. Efter Finska inbördeskrigets slut fick lotsarna återinträda i sina gamla tjänster. En av dem omkom dock i fångenskap i Helsingfors i krigets slutskede.
Lotsyrket gick i arv från far till son ända långt fram på 1900-talet. Lotssläkten Söderholm torde vara unik i hela det finska lotsverkets historia. Den första lotsen Söderholm var född 1809. Hans namn var Erik Björn, när han år 1841 började som lots tog han namnet Söderholm. Från 1884 till 1949 hette alla lotsar på Rönnskären Söderholm. Sex generationer Söderholm i rakt nedstigande led har tjänstgjort som lotsar, den sista av dem pensionerades 1982.
De äldsta byggnaderna är från 1899. Sedan stationen lades ned 1983 är lotsar och kutterförare flyttade till den nya centralstationen i Vallgrund. Rönnskärens natur utgörs av skogsområden, hedlandskap och stenstränder. Storskäret i norr har tack vare sin diabasgrund stor växtrikedom. Fäliskär är öppet och bergigt. Strax söder om Fäliskär ligger Bergö gaddarna, som med sitt svårframkomliga och steniga vatten är en vanlig häckningsplats för fåglar. Här återfinns till exempel en stor del av Finlands bergänder.